# Endasys triannulatus
Endasys triannulatus är en stekelart som beskrevs av Sawoniewicz och Luhman 1992. Endasys triannulatus ingår i släktet Endasys och familjen brokparasitsteklar. Inga underarter finns listade i Catalogue of Life.